# Giải Tom W. Bonner về Vật lý hạt nhân
Giải Tom W. Bonner về Vật lý hạt nhân là một giải thưởng hàng năm của ban Vật lý hạt nhân thuộc Hội Vật lý Hoa Kỳ được thiết lập năm 1964, để tưởng nhớ nhà vật lý Tom W. Bonner (1910-1961).
Mục đích của giải là:
Công nhận và khuyến khích công trình nghiên cứu thực nghiệm xuất sắc trong Vật lý hạt nhân, trong đó có việc phát triển một phương pháp, một kỹ thuật, hoặc một thiết bị đóng góp đáng kể vào việc nghiên cứu vật lý hạt nhân theo cách chung.
Giải thưởng gồm một Bằng chứng nhận và khoản tiền là 7.500 dollar Mỹ, được trao cho thành tựu cá nhân trong nghiên cứu thực nghiệm, nhưng cũng có thể trao cho công trình nghiên cứu lý thuyết và cho một nhóm người có đóng góp vào một việc hoàn thành đơn lẻ.

## Các người đoạt giải
Nguồn: American Physical Society
- 2014 William A. Zajc
- 2013 Michael K. Moe
- 2012 Witold Nazarewicz
- 2011 Richard F. Casten
- 2010 Steven C. Pieper và Robert B. Wiringa
- 2009 Robert D. McKeown
- 2008 Arthur M. Poskanzer
- 2007 Stuart J. Freedman
- 2006 Ian Towner và John Hardy
- 2005 Roy Holt
- 2004 George F. Bertsch
- 2003 Arthur Bruce McDonald
- 2002 J. David Bowman
- 2001 Richard Geller và Claude Lyneis
- 2000 Raymond G. Arnold
- 1999 Vijay Raghunath Pandharipande
- 1998 Joel M. Moss
- 1997 Hamish Robertson
- 1996 John Dirk Walecka
- 1995 Felix Boehm
- 1994 Ernest K. Warburton
- 1993 Akito Arima và Francesco Iachello
- 1992 Henry G. Blosser và Robert E. Pollock
- 1991 Peter J. Twin
- 1990 Vernon Hughes
- 1989 Ernest M. Henley
- 1988 Raymond Davis Jr.
- 1987 Bernard Frois và Ingo Sick
- 1986 Lowell M. Bollinger
- 1985 Eric G. Adelberger
- 1984 Harald A. Enge
- 1983 Charles D. Goodman
- 1982 Gerald E. Brown
- 1981 Bernard L. Cohen
- 1980 Frank S. Stephens và Richard M. Diamond
- 1979 Roy Middleton và Willy Haeberli
- 1978 Sergei Polikanov và V. M. Strutinsky
- 1977 Stuart T. Butler và G. Raymond Satchler
- 1976 John P. Schiffer
- 1975 Ngô Kiện Hùng
- 1974 Denys Wilkinson
- 1973 Herman Feshbach
- 1972 John D. Anderson và Donald Robson
- 1971 Maurice Goldhaber
- 1970 William A. Fowler
- 1969 Gregory Breit
- 1968 Raymond G. Herb
- 1967 Charles C. Lauritsen
- 1966 Robert J. Van de Graaff
- 1965 Henry H. Barschall